# Cinéma, Cinémas
Cinéma, Cinémas est un magazine de cinéma diffusé sur Antenne 2 de janvier 1982 à novembre 1991, produit par le réalisateur Claude Ventura, la journaliste Anne Andreu et le critique Michel Boujut.

## L'émission
En 1982, Pierre Desgraupes, alors directeur des programmes d'Antenne 2, décide de lancer une nouvelle émission consacrée au cinéma. Désireux de proposer un concept novateur, il confie le projet à Michel Boujut et lui donne une liberté totale. Ce dernier fait appel au réalisateur Claude Ventura et à la journaliste Anne Andreu.
En résulte une émission au style unique, à la mise en scène singulière, composée d'un assemblage hétéroclite de séquences et d'interviews intimistes qui n'hésite pas à laisser la place au silence. Il s'en dégage souvent un sentiment nostalgique, voire mélancolique.
La formule étant devenue dépassée pour les critères de l'époque, la diffusion devient de plus en plus erratique, jusqu'à son arrêt total en novembre 1991 après un ultime numéro consacré à Alfred Hitchcock.

### Générique
L'émission s'ouvre sur des tableaux de Guy Peellaert accompagnés par la musique envoûtante du film Une place au soleil, composée par Franz Waxman.
Chaque séquence est introduite par le fameux travelling en noir et blanc du film Alphaville de Jean-Luc Godard où l'on voit un homme ouvrant une après l'autre les portes d'un long couloir.

### Récompenses
En 1986, Michel Boujut obtient le 7 d'or du meilleur producteur de télévision, prix qu'il partage avec Claude Ventura et Anne Andreu.
L'émission reçoit le 7 d'or du meilleur magazine culturel ou artistique en 1986 et 1991.

## Rediffusions
Le réalisateur Jean-Pierre Jeunet, grand inconditionnel de l'émission, est à l'initiative de la rediffusion en 2008 de deux épisodes lors du festival de Cannes et d'une série de 12 épisodes composés des meilleurs extraits sur France 4.

## Édition
Les épisodes sont disponibles en 4 DVD qui regroupent 92 séquences.

## Hommage
- Les humoristes Les Inconnus ont fait une parodie de l'émission.